# 18745 San Pedro
18745 San Pedro è un asteroide della fascia principale. Scoperto nel 1999, presenta un'orbita caratterizzata da un semiasse maggiore pari a 2,5999033 UA e da un'eccentricità di 0,1050750, inclinata di 14,99313° rispetto all'eclittica.